# Sir Michael Rocks
Antoine Reed (ur. 24 grudnia 1987 w Matteson)  – amerykański raper lepiej znany pod pseudonimem Sir Michael Rocks (lub Mikey Rocks). 

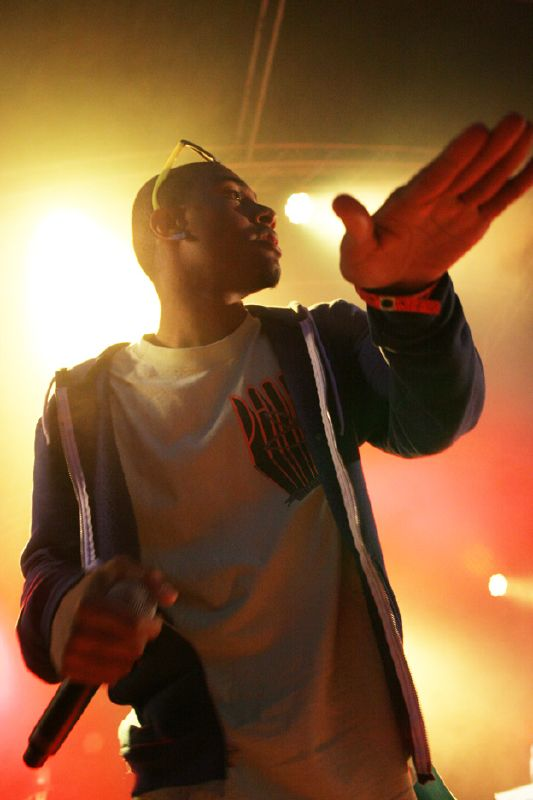
Mikey Rocks w 2008 r. podczas koncertu na Eurockéennes

## Życiorys
Antoine „Mikey Rocks” Reed urodził się w 1987 roku na przedmieściach Chicago w Matteson w stanie Illinois, gdzie się wychował. W młodym wieku słuchał takich artystów jak Nas, Jay-Z, Slick Rick i Eric B. & Rakim, swoje pierwsze piosenki zaczął pisać w wieku 9 lat. Pomimo zainteresowania sportem, naukami ścisłymi i grafiką, stwierdził, że już w wieku dziesięciu lat wiedział, że zajmie się hip-hopem. „Nigdy nie miałem planu awaryjnego ani planu B. Zawsze wiedziałem, że to jest to, co powinienem robić. Poświęciłem temu cały swój czas”.
Jako nastolatek zaczął produkować własną muzykę, pracując także nad rymami i tworzył utwory z przyjaciółmi, w tym ze swoimi przyszłymi współpracownikami Trisem J i Shortym K. Uczęszczał do Rich South High School i Walter Payton College Prep w Chicago. Poza muzyką interesował się zoologią, twierdząc, że specjalizowałby się w badaniach gadów i ssaków, jeśli nie kariera muzyczna.
Karierę muzyczną rozpoczął w 2005 roku jako członek hiphopowego duetu The Cool Kids, później dołączył do grup All City Chess Club, P.O.C oraz The Toothpick Clique. The Cool Kids wydali swój debiutancki album When Fish Ride Bicycles w 2011 roku, który zawiera produkcję The Neptunes i gościnne zwrotki artystów takich jak Ghostface Killah. Album osiągnął 76 miejsce na liście Billboard 200 i 9 miejsce na liście Top Rap Albums.
Począwszy od 2011 roku Rocks zaczął wydawać wiele darmowych mixtape'ów, udzielając się także gościnnie w utworach Maca Millera, Doma Kennedy'ego, Jeremiha, Curren$y'ego, Freddiego Gibbsa, Ski Beatz i innych. W kwietniu 2014 roku współtworzył album Chucka Inglisha Convertibles. Jego pierwszy komercyjny solowy album, Banco, został wydany 29 lipca 2014 roku i zawiera gościnne występy takich artystów jak Too $hort, Mac Miller, Twista, Iamsu i Pouya. Krążek uplasował się na 118 miejscu na liście Billboard 200.

## Dyskografia

### Albumy studyjne
| Tytuł | Informacje                                                                        | Pozycje na listach przebojów | Pozycje na listach przebojów | Pozycje na listach przebojów |
| Tytuł | Informacje                                                                        | USA                          | USA R&B                      | USA Rap                      |
| ----- | --------------------------------------------------------------------------------- | ---------------------------- | ---------------------------- | ---------------------------- |
| Banco | - Wydany: 29 lipca 2014 - Wytwórnia: 6 Cell Phones - Format: CD, digital download | 118                          | 21                           | 13                           |

### Albumy kolaboracyjne
| Tytuł                                          | Informacje                                                                                                 | Pozycje na listach przebojów | Pozycje na listach przebojów | Pozycje na listach przebojów |
| Tytuł                                          | Informacje                                                                                                 | USA                          | USA R&B                      | USA Rap                      |
| ---------------------------------------------- | --- | ---------------------------- | ---------------------------- | ---------------------------- |
| When Fish Ride Bicycles (wraz z The Cool Kids) | - Wydany: 12 lipca 2011 - Wytwórnia: Green Label Sound, C.A.K.E. Recordings - Format: CD, digital download | 76                           | 16                           | 9                            |

### EP
| Tytuł    | Informacje                                                                           |                                      | |
| -------- | ------------------------------------------------------------------------------------ | ------------------------------------ | --- |
| Tytuł    | Informacje                                                                           | The Bake Sale (wraz z The Cool Kids) | - Wydana: 10 czerwca 2008 - Wytwórnia: XL, Chocolate Industries, C.A.K.E. - Format: CD, digital download |
| Populair | - Wydana: 11 września 2015 - Wytwórnia: 6 Cell Phones - Format: CD, digital download |                                      | |
| Part 2   | - Wydana: 8 kwietnia 2016 - Wytwórnia: 6 Cell Phones - Format: CD, digital download  |                                      | |

### Mixtape'y
| Tytuł                                      | Informacje                                               |
| ------------------------------------------ | -------------------------------------------------------- |
| Totally Flossed Out (wraz z The Cool Kids) | - Wydany: 2007 - Format: digital download                |
| Cool Ass Ninjas (wraz z The Cool Kids)     | - Wydany: 24 kwietnia 2008 - Format: digital download    |
| That's Stupid (wraz z The Cool Kids)       | - Wydany: 1 lipca 2008 - Format: digital download        |
| Gone Fishing (wraz z The Cool Kids)        | - Wydany: 5 maja 2009 - Format: digital download         |
| Merry Christmas (wraz z The Cool Kids)     | - Wydany: 25 grudnia 2009 - Format: digital download     |
| Tacklebox (wraz z The Cool Kids)           | - Wydany: 31 maja 2010 - Format: digital download        |
| The Rocks Report                           | - Wydany: 14 marca 2011 - Format: digital download       |
| Premier Politics                           | - Wydany: 3 października 2011 - Format: digital download |
| Premier Politics 1.5                       | - Wydany: 6 kwietnia 2012 - Format: digital download     |
| Lap of Lux                                 | - Wydany: 2 sierpnia 2012 - Format: digital download     |
| Lap of Lux 1.5                             | - Wydany: 6 grudnia 2012 - Format: digital download      |
| While You Wait...                          | - Wydany: 30 maja 2013 - Format: digital download        |